# Papaver tichomirovii
Papaver tichomirovii — вид квіткових рослин з родини макових (Papaveraceae).

## Поширення
Росте на півдні Європи (Крим (Україна), Північний Кавказ).